# Dan Leyrer

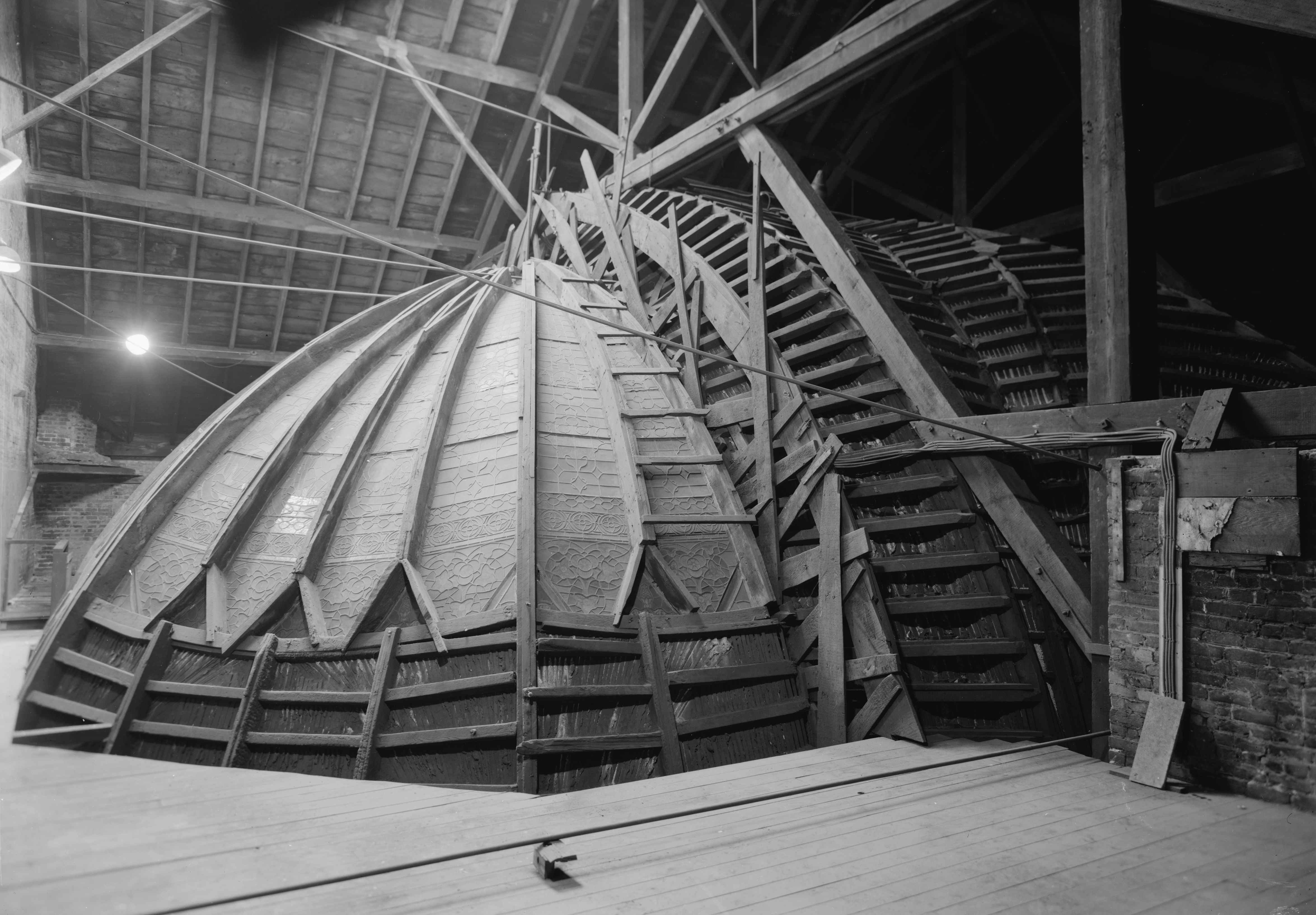
Dan Leyrer: Kostel sv. Patrika, New Orleans, 1963

Dan Leyrer byl americký profesionální fotograf. Působil v New Orleans, Louisiana, USA. Jeho práce zahrnuje fotografie architektury pořízené pro instituci Historic American Building Survey.

## Život a dílo
V roce 1930 se jako fotograf zúčastnil rozsáhlé vědecké expedice do majského města Uxmalu. Výpravu vedl Frans Blom, ředitel oddělení Middle American Research, Tulane University. Snímky a kresby, které členové expedice pořídili byly součástí výstavy Century of Progress Exposition v roce 1933 v Chicagu.
Po smrti Ernesta J. Bellocqa nazvětšoval některé z jeho portrétních fotografií.

## Galerie

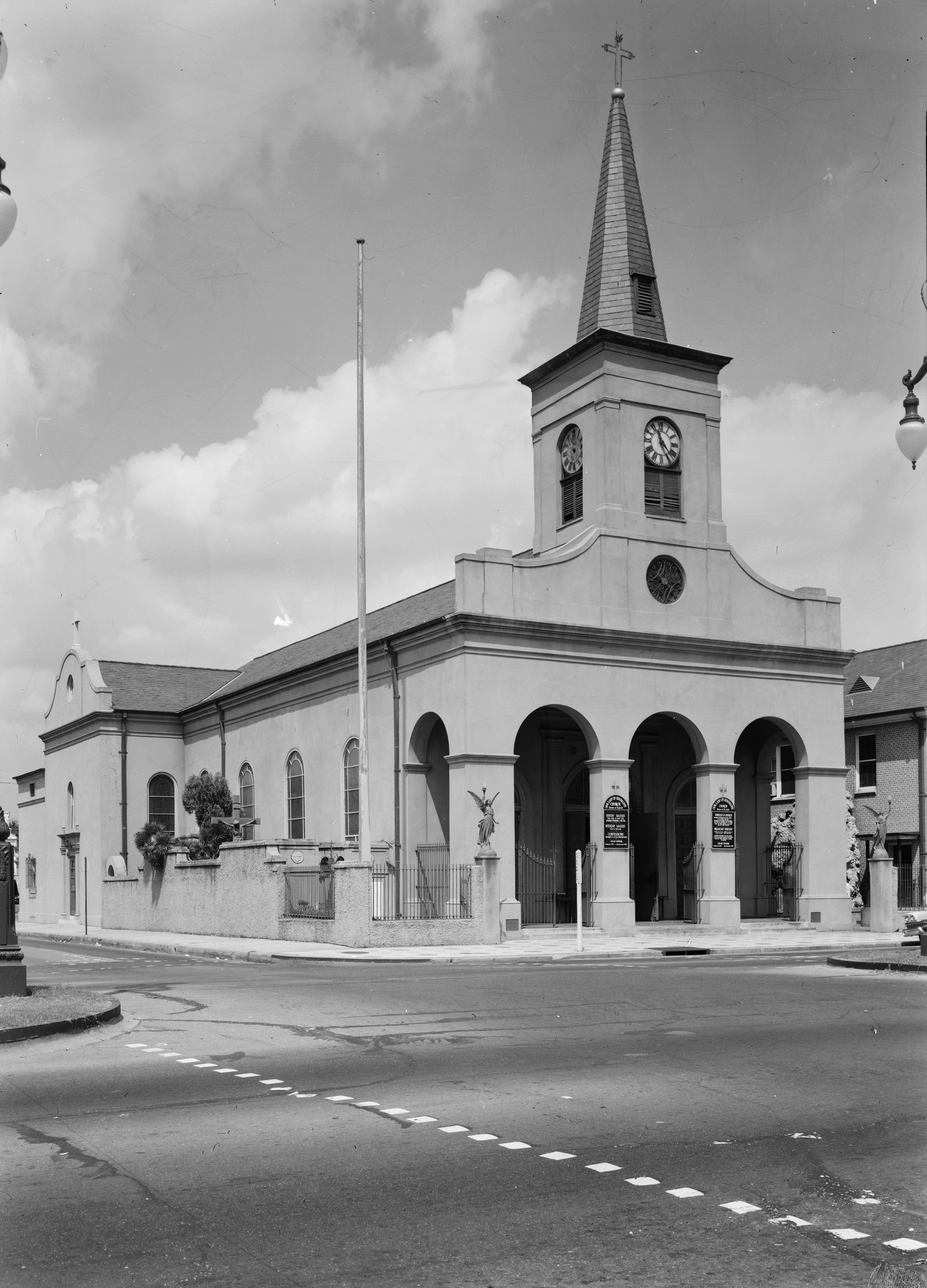
Křižovatka ulic Rampart Street a Conti Street, New Orleans: Kostel Panny Marie Guadalupské, 1963
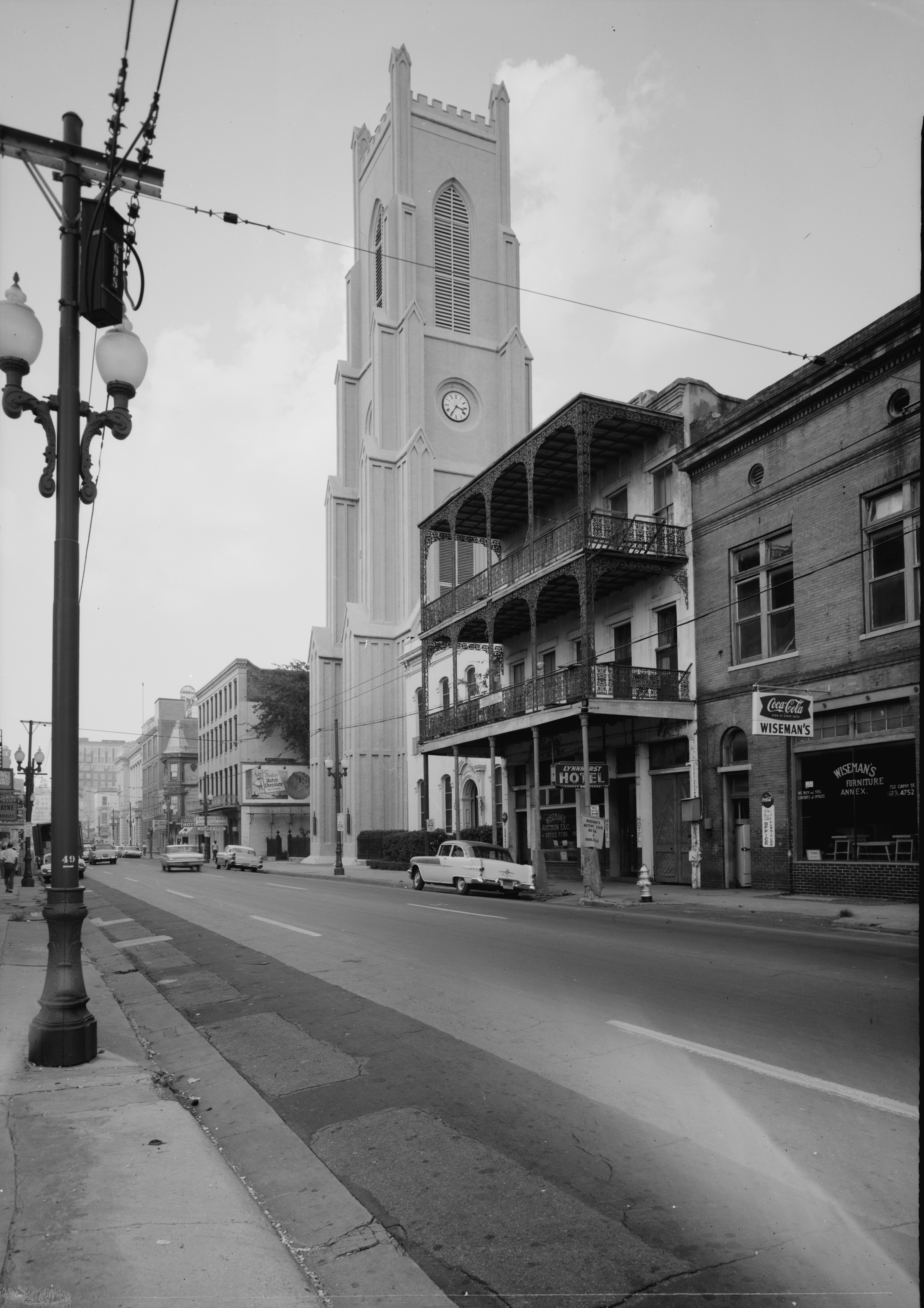
Camp Street NOLA, Kostel sv. patrika, 1963
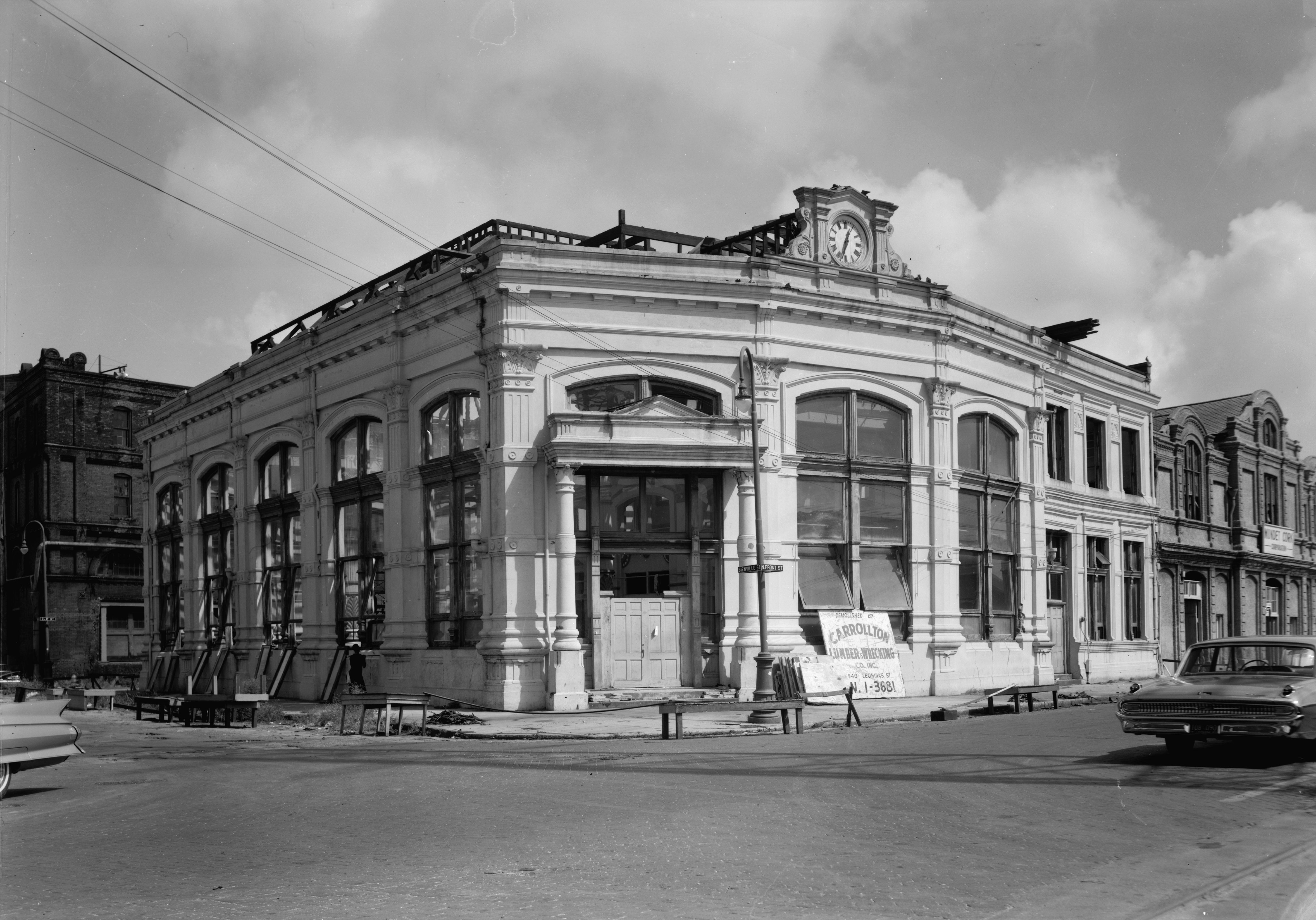
New Orleans: stará budova Louisiana Sugar Exchange Building na rohu ulic Bienville Street a Front Street, French Quarter, fotografováno v roce 1963 těsně před demolicí; budovu postavil v letech 1883 - 1884 architekt William Freret
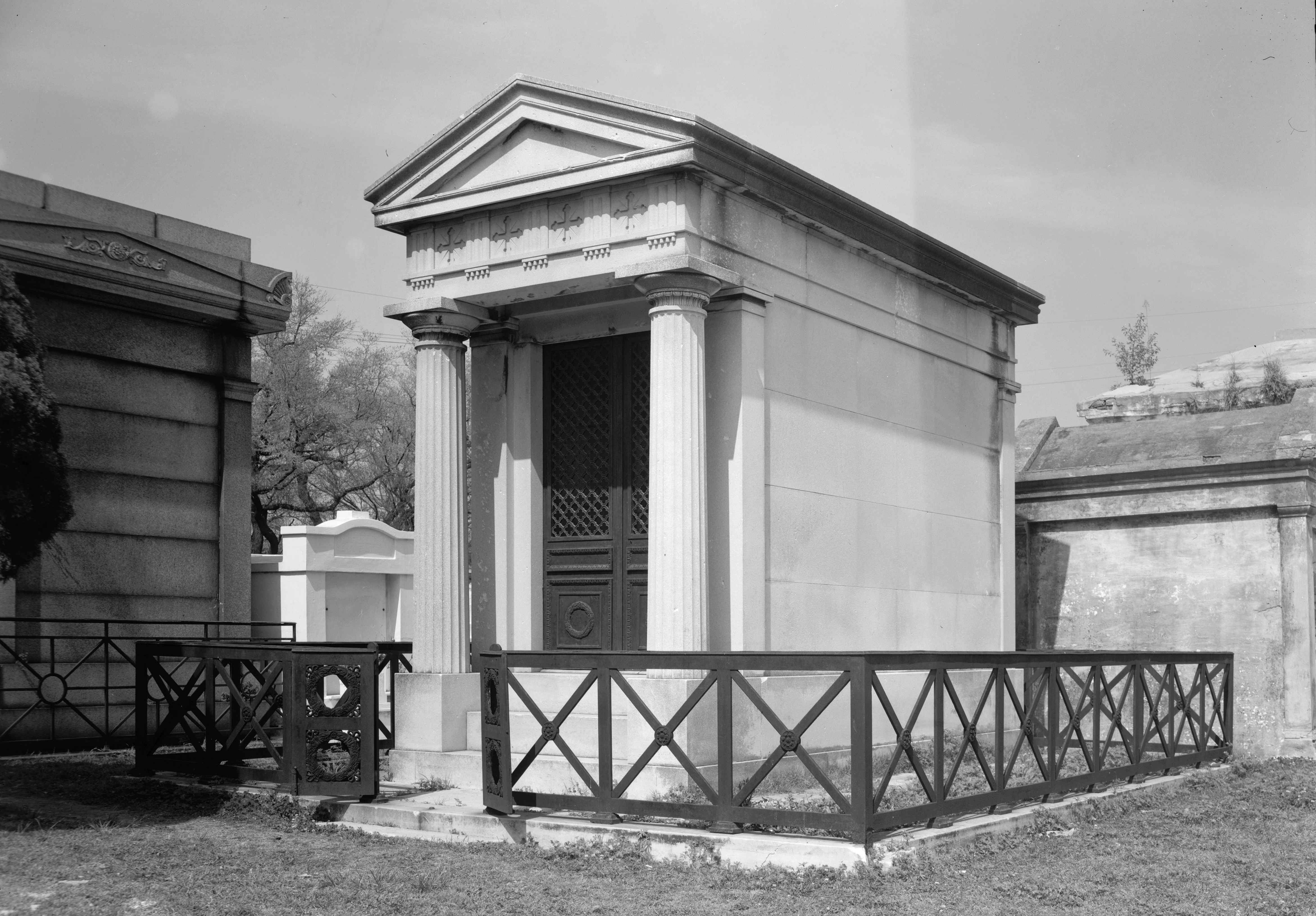
Hřbitov v St. Louis, Claiborne Avenue, New Orleans: Hrobka rodiny Duplantierů, 1965